# فیع
فیع (به عربی: فیع) یک منطقهٔ مسکونی در لبنان است که در شهرستان کوره واقع شده‌است. فیع ۱٬۲۷۶ نفر جمعیت دارد و ۴۱۰ متر بالاتر از سطح دریا واقع شده‌است.